# Митлянская, Александра Юрьевна
Александра Юрьевна Митлянская (род. 17 апреля 1958, Москва) — художник

## Биография
В 1958 году родилась в Москве, Россия.
В 1981 году окончила художественный факультет Московского полиграфического института.
С 1989 года член Московского союза художников.
В 1995 году стипендиат Берлинской академии искусств. Германия
Живёт и работает в Москве.

## Избранные групповые выставки
- 1984 — «3-я всероссийская выставка эстампа». Центральный дом художника. Москва. Россия
- 1987 — «Выставка четырёх московских художников». Выставочный зал на ул. Октябрьская. Москва. Россия
- 1989 — «Выставка рисунка». Дом художника на Кузнецком мосту. Москва. Россия
- 1994 — «Современная московская графика». Центральный дом художника. Москва. Россия
- 1994 — Депозитарий. Выставка новых поступлений в Фонд культуры России. Москва. Россия; Выставочный зал на Солянке, Москва. Россия
- 1994 — «Против насилия». Эрфурт. Германия
- 1995 — «Москва встречает Берлин». «Хорн + Штаммер». Берлин. Германия
- 1996 — «Итоги». Выставка стипендиатов Берлинской академии искусств. Выставочный зал Берлинской академии искусств. Германия
- 1996 — «Итоги». Центр современного искусства.Москва. Россия
- 1997 — «Арт-Манеж». Манеж. Москва. Россия
- 1998 — «Фотобиеннале-98». Центральный выставочный зал. Москва. Россия
- 1999 — «Арт- манеж». Центральный выставочный зал. Москва. Россия
- 1999 — «Тибет 2001». Российский Фонд культуры. Москва. Россия
- 2000 — Galerie am Lindenplatz. Вадуц. Лихтенштейн
- 2001 — «Супрембыт». Центр «ДОМ». Москва. Россия
- 2001 — «Советская». Галерея «Улица О. Г. И.» Москва. Россия
- 2001 — Натюрморт и фотография. Государственный музей истории Санкт-Петербурга. Санкт-Петербург. Россия
- 2001 — «Мода и стиль в фотографии». Фотоцентр союза журналистов. Москва. Россия
- 2001 — «Абстракция в России. 20 век». Государственный Русский музей. Санкт-Петербург. Россия
- 2002 — «Art-Chicago». Стенд Крокин галереи. Чикаго. США
- 2003 — «SFIAE». Стенд Крокин галереи. Сан-Франциско. США
- 2011 — «Земля. Космос. Гагарин». Крокин галерея. Москва

## Персональные выставки
- 1997 — Государственный Русский музей. Мраморный дворец. Совместно с Валерием Орловым.Санкт-Петербург. Россия
- 2000 — «Головы и вокруг». Галерея «Проект О. Г. И.», Москва. Россия
- 2001 — «Метро» (совместно с Валерием Орловым). В рамках проекта Государственного центра современного искусства. Галерея Le Vall. Новосибирск. Россия
- 2001 — «Головы и вокруг». Галерея Le Vall. Новосибирск. Россия
- 2001 — «Общепит-2». Петербургский филиал Государственного центра современного искусства. Россия
- 2002 — «Красота для всех» (совместно с Валерием Орловым). Крокин галерея. Москва. Россия
- 2002 — «Nature & Morte» (совместно с Валерием Орловым). Крокин галерея. Москва. Россия
- 2013 — «Выставка» (совместно с Захаром Коловским). Государственный музейно-выставочный центр РОСФОТО. Санкт-Петербург. Россия
- 2017 — «Экспедиция». Крокин галерея. Москва. Россия
- 2018 — «В другое время». Государственный музейно-выставочный центр РОСФОТО. Санкт-Петербург. Россия